# El pozo (novela)
El pozo es la primera novela del escritor uruguayo Juan Carlos Onetti, publicada en 1939 bajo Ediciones signo.

## Argumento
Escrita durante un fin de semana en el que el narrador se quedó sin tabaco, la novela es un monólogo en el que su protagonista, Eladio Linacero, vuelca su escepticismo por la existencia y la vida en general, y la evade a partir de diversos sueños que acuden a su mente, y en especial uno, nacido a partir de un hecho real ocurrido en la adolescencia. En esta novela corta ya se prefigura el tema que Onetti retomaría y desarrollaría más profundamente en La vida breve, donde el protagonista crea la ciudad ficticia de Santa María.

## El pozoen otros idiomas

### En kurdo
En Kurdistán, la novela fue traducida al kurdo por Jiyar Homer, bajo el título بیر, y publicada por Kashkul Books en 2022.